# Lijst van burgemeesters van Cothen
Dit is een lijst van burgemeesters van de voormalige Nederlandse gemeente Cothen tot die gemeente op 1 januari 1996 samen met Langbroek opging in de gemeente Wijk bij Duurstede.
| Ambtsperiode | Naam burgemeester                          | Partij of stroming | Bijzonderheden                                                                      |
| ------------ | ------------------------------------------ | ------------------ | ----------------------------------------------------------------------------------- |
| 1811 - 1812  | G. van Eck                                 |                    | maire                                                                               |
| 1812 - 1824  | J. van Eck                                 |                    | maire/schout                                                                        |
| 1824 - 1850  | H.J. van de Boogaard                       |                    | eerst schout                                                                        |
| 1850 - 1868  | Hubertus Johannes van Bennekom (1796-1881) |                    | tevens burgemeester van Doorn, Maarn en Langbroek                                   |
| 1868 - 1869  | A.M.C. van Bommel                          |                    | tevens burgemeester van Langbroek en later van Loenen, Loenersloot en Ruwiel        |
| 1869 - 1874  | H.T. Gregorij                              |                    | tevens burgemeester van Langbroek en later van Elburg                               |
| 1875 - 1907  | Willem Aarnoud van Beeck Calkoen           |                    | tevens burgemeester van Langbroek                                                   |
| 1907 - 1945  | Wilhelmus Frederik van Beeck Calkoen       |                    | tevens burgemeester van Langbroek; zoon van zijn voorganger                         |
| 1945 - 1946  | Naud (A.J.M.) van der Ven                  |                    | waarnemend; tevens van burgemeester van Wijk bij Duurstede en later van Laren (NH)  |
| 1946 - 1965  | C.B. Kentie                                |                    | tot april 1947 waarnemend, tevens (waarnemend) burgemeester van Wijk bij Duurstede  |
| 1966 - 1976  | Wim (W.M.A.) Peters                        | KVP                | tevens burgemeester van Wijk bij Duurstede en later van Losser                      |
| 1976 - 1989  | Theo (P.Th.) Bunjes                        | CHU / CDA          | tevens burgemeester van Langbroek en later van Ermelo                               |
| 1989 - 1996  | Pim (W.) Jongeneel                         | CDA                | waarnemend; deels tevens burgemeester Driebergen-Rijssenburg en daarvoor van Muiden |